# Lägesmått
Lägesmått, eller centralmått, är inom statistik och matematisk statistik ett sammanfattande mått på "det genomsnittliga" värdet av observerade data eller en sannolikhetsfördelning. De vanligaste lägesmåtten är medelvärde, median, typvärde.
Besläktat med medianen är övre och undre kvartil som tillsammans med medianen kan användas för att beräkna spridningsmåttet kvartilavstånd.
När man inom den matematiska statistiken undersöker sannolikhetsfördelningar motsvaras medelvärdet av begreppet väntevärde.